# 中國通信服務股份有限公司
中國通信服務股份有限公司（港交所：552），簡稱中通服，是一所於香港交易所上市的公司，為中國電信集團的控股子公司。中通服的主要經營範圍是在中國大陸和海外为電信運營商、電信設備製造商、專用通信網及社會公衆客戶提供通信網絡建設服務、外包服務、内容應用及其他服務。2006年12月8日，中國通信服務在香港交易所掛牌，首日股價升幅達85%（招股價2.20港元）。其後美國矽谷著名公司思科系統（Cisco Systems）宣佈投資該公司。

## 外部連結
- 中國通信服務股份有限公司（页面存档备份，存于）